# ピンク・タイフーン (In The Navy)
「ピンク・タイフーン (In The Navy)」は、1979年5月にリリースされた日本のアイドルグループ「ピンク・レディー」の12枚目のシングルである。単に「ピンク・タイフーン」とも呼ばれる。

## 解説
- この曲はアメリカのミュージシャングループ、ヴィレッジ・ピープルのヒットソング「イン・ザ・ネイビー」のカヴァー曲である。
- 原曲のサビにある「In the navy」の部分が「ピンク・レイディー」とも聴こえたため、この曲をカバーしたとされ、日本語の詞も「ピンク・レディー」に置き換えられている。
- 渋谷哲平の「ヤング・セーラーマン(In The Navy)」も同じ「In The Navy」のカヴァー曲で、ほぼ同時期に発売され、競作となった。
- このシングルの発売日1979年5月1日には、日本国外（世界40カ国同時発売）で「KISS IN THE DARK」が発売されている。
- B面収録の「ハロー・ミスター・モンキー」も洋楽のカヴァー曲（オリジナルはアラベスク）である。前年のライブアルバム「'78ジャンピング・サマー・カーニバル」からシングルカットされた。

## 収録曲
1. ピンク・タイフーン (In The Navy)
  - J.Morali（en）-H.Belolo（en）-V.Willis（en）／日本語詞:岡田冨美子／編曲:大浜和史
2. ハロー・ミスター・モンキー
  - Ben Juris-Benny Lux／編曲：前田憲男